# George Washington Donaghey
George Washington Donaghey (Louisiana, 1 de julho de 1856 — Arkansas, 15 de dezembro de 1937) foi o 22° Governador do estado americano do Arkansas de 1909 até 1913.

## Primeiros anos e educação
Donaghey nasceu como o mais velho de cinco filhos de Christopher Columbus e Elizabeth (nascida Ingram) Donaghey, na Comunidade Oakland, na Paróquia de Union, no norte da Louisiana. A família do pai era da Irlanda e a mãe da Escócia. Seu pai, Christopher, era um fazendeiro que se mudou do Alabama para o norte da Louisiana, comprando terras lá e depois se mudou para o Arkansas, onde serviu no Exército Confederado.
Em 1875, sem deixar sua família saber, Donaghey se mudou para o Texas, onde trabalhou como boiadeiro na Chisholm Trail e como agricultor, mas depois se mudou novamente para o Arkansas em 1876 devido a problemas de estilo de vida e saúde dos vaqueiros. De 1882 até 1883, frequentou a Universidade do Arkansas em Fayetteville. Era professor e carpinteiro, e estudou arquitetura e engenharia estrutural. Em 1883, Donaghey residiu em Conway, Arkansas, e adotou essa cidade como sua cidade natal. Lá, mais tarde conheceu sua esposa Louvenia Wallace; não tiveram filhos. Uma das principais ruas de lá tem o seu nome. Serviu um mandato como xerife da cidade e foi um candidato da lei seca sem sucesso à prefeito em 1885.
Por falta de educação formal, Donaghey trabalhou assiduamente para levar instituições de ensino superior a Conway. Exerceu nos conselhos da Philander Smith College em Little Rock, na Hendrix College (para a qual doou 75.000 dólares em 1910), na Universidade do Central Arkansas, na State Normal School (onde foi o principal orador de sua homenagem em 1908) e Little Rock Junior College (agora parte da Universidade do Central Arkansas) em Conway, onde seu serviço se estendeu de 1906 até sua morte. Além disso, contribuiu generosamente às duas instituições.

## Negócios
Donaghey entrou para os negócios como construtor e construiu tribunais no Texas e Arkansas, incluindo o primeiro prédio do banco em Conway em 1890. Logo depois, foi para o negócio mercantil - pois sua construtora não era lucrativa nos primeiros anos - e sofreu perdas significativas depois de construir o segundo tribunal do Condado de Faulkner. Quando voltou, reconstruiu o Manicômio do Arkansas depois de um tornado em 1894. Construiu fábricas de gelo e estradas no Arkansas, além de tanques de água e estações ferroviárias para a Ferrovia Choctaw, Oklahoma e Gulf, e frequentemente investia em terrenos agrícolas e madeireiros.
Em 1899, Donaghey foi nomeado para a comissão encarregada de construir o novo capitólio do estado. O projeto não foi concluído até doze anos depois; durante grande parte desse tempo, Jefferson "Jeff" Davis foi governador do estado e se opôs firmemente a todos os novos planos. Essa obstrução levou Donaghey a entrar na política; Eventualmente, em 1907, tentou a nomeação para governador, sob o domínio da oposição de Davis (que havia sido eleito senador dos EUA pelo Arkansas) e do aliado de Davis, William F. Kirby.

## Governador
Em 1908, Donaghey venceu uma eleição primária de tripartido que derrubou Jeff Davis no Partido Democrata do Arkansas. Conseguiu uma vitória fácil nas eleições gerais do governo com 106.512 votos, sobre o Republicano John I. Worthington (42.979) e o Socialista J. Sam Jones (6.537). Worthington também havia disputado em 1906 contra Davis. Donaghey teve que esperar dez meses para assumir o cargo. Enquanto isso, viajou pelo país e, como aponta o professor Calvin Ledbetter, Jr. da Universidade de Arkansas em Little Rock em seu livro The Carpenter, de Conway, Donaghey aprendeu para o cargo político que o esperava. Em Junho de 1909, nomeou a quarta e última comissão do capitólio do estado e contratou Cass Gilbert para o projeto de arquitetura.
Donaghey foi reeleito em 1910, derrotando outro Republicano, Andrew L. Roland, por 101.612 votos a 38.870. Outras 9.196 cédulas foram votadas para o candidato Socialista Dan Hogan. Nesse mesmo ano, negociou com o Conselho Regional de Educação do Sul para levar sua campanha ao Arkansas, que teve resultados bem-sucedidos no estado, e também apoiou quatro escolas secundárias agrícolas que mais tarde formaram a Arkansas Tech University, a Arkansas State University, a Southern Arkansas University e University of Arkansas at Monticello. Suas ações em 1910 também incluíram ajudar a criar o Sanatório de Tuberculose de Booneville, melhorando assim a saúde pública; Mais tarde, também negociou com a Comissão Sanitária Rockefeller para erradicar o ancilostomíase. Durante seu mandato, Arkansas foi o primeiro estado do país a exigir vacinas contra varíola para todos os alunos e funcionários da escola, e o experimento de controle da malária de Crossett fez campanha contra os mosquitos. As realizações de Donaghey incluíram a criação de um novo conselho estadual de educação, o apoio a escolas secundárias e a aprovação de uma lei que facilitou a consolidação.
Embora vários prisioneiros que perdoou do programa de arrendamento de condenados fossem negros, Donaghey ainda apoiava a segregação. Em 1910, na Convenção Batista Negra do estado em Little Rock, disse: "Não é para nenhum propósito político que vim falar com vocês. Não é com o objetivo de conseguir seus votos, sabem tão bem quanto eu, porque seu povo não vota muito. Talvez isso seja o melhor para vocês. O melhor homem da sua raça Booker T. Washington disse que deveriam ficar de fora da política e nisso concordo com ele. É melhor que fiquem de fora da política e cuidem das condições do seu povo, e nisso vocês tem o máximo que podem". No outono de 1911, apareceu com Booker T. Washington na National Negro Business League e disse a uma platéia de mil homens negros para que "não percam seu tempo correndo implorando por igualdade social". Chicago Defender o citou dizendo: "Vocês devem andar nos últimos dois assentos de nossos bondes; não devem sentar-se em um carro Pullman; não devem andar no mesmo convés, nem comer no mesmo restaurante, nem beber no mesmo bar que eu...Vocês são uma raça de degenerados, suas mulheres são safadas e não podemos permitir que nossas mulheres e crianças brancas falem com vocês".
A postura progressista de Donaghey conseguiu a aprovação da Lei de Iniciativa e Referendo, pela qual o povo de Arkansas pode assumir as questões governamentais com as próprias mãos e contornar a câmara do estado. Recrutou William Jennings Bryan para ajudar na campanha pela adoção da emenda em 1910. Arkansas é o único estado da Região Sul dos EUA a conceder tal poder a seus cidadãos. A iniciativa, que começou na Dakota do Sul, também é particularmente conhecida na Califórnia e no Colorado.
O governo Donaghey se concentrou em estradas, saúde pública e ferrovias. Donaghey se opôs veementemente ao uso de prisioneiros para trabalho arrendado, especialmente para a construção de ferrovias. Aprendeu particularmente sobre o arrendamento de condenados durante uma conferência de governadores Sulistas na Virgínia Ocidental no outono de 1912. Não conseguiu que a câmara abolisse a prática, antes de deixar o cargo perdoou 360 prisioneiros, 44 em fazendas rurais e 316 em 850 nas penitenciárias e 37% da população encarcerada. Isso deixou o sistema de arrendamento com prisioneiros disponíveis insuficientes para utilização na construção. Em 1913, um ano após Donaghey deixar o cargo, a câmara finalmente pôs fim à prática e um novo conselho penitenciário foi criado.
Em 1912, estava ansioso por um terceiro mandato, na esperança de cuidar da lei seca estadual e da tão necessária reforma tributária, mas a câmara rejeitou suas reformas e o eleitorado rejeitou seus planos de lei seca. Durante sua campanha pelo terceiro mandato, o projeto do capitólio do estado ficou sem dinheiro e os planos de apropriação de Donaghey não tiveram êxito. O que também ajudou a provocar sua derrota foi que o ex-governador Jeff Davis e seus aliados também fizeram campanha para governador, juntamente com o emergente corretor Joseph Taylor Robinson.
Donaghey foi o primeiro governador do Arkansas a ser indiscutivelmente chamado de "progressista", mas também estava dentro da tradição progressista do sul, bem como o primeiro empresário a se tornar governador do Arkansas.

## Depois de ser governador
Após sua tentativa de um terceiro mandato como governador ter sido derrotada por Joseph Taylor Robinson em 1912, Donaghey persistiu na sua luta para concluir o Capitólio. Um ano crítico foi 1913. O Senador Jeff Davis morreu dois dias depois no ano. Robinson, na época governador do estado, foi nomeado pela câmara como sucessor de Davis. J. M. Futtrell, presidente do Senado do Arkansas, tornou-se governador interino. O resultado foi que Futtrell e a Comissão da Construção do Capitólio pediram que Donaghey se tornasse membro da comissão e se encarregasse de concluir a construção, o que fez. O Capitólio, avaliado em mais de 300 milhões de dólares hoje, foi concluído em 1917 por 2,2 milhões de dólares, encerrando um esforço de 18 anos. Como uma marca registrada da conclusão, Donaghey construiu pessoalmente a mesa de conferência do governador, que hoje é a peça central da sala de conferência do governador na ala norte do Capitólio.
Como ex-governador, Donaghey exerceu em vários conselhos e comissões responsáveis para diversas funções, como construções, educação e instituições de caridade. Escreveu o livro Build a State Capitol, que detalha a construção do edifício do Capitólio do Arkansas.
Donaghey morreu de ataque cardíaco em Little Rock, em 1937, e está sepultado no Cemitério Roselawn Memorial Park. Sua propriedade é administrada pela Fundação George W. Donaghey, em Little Rock.
O ex-Governador do Arkansas (1949-1953), Sid McMath, disse em sua autobiografia Promises Kept: a Memoir de que Donaghey era "sem dúvida um dos grandes governadores do Arkansas e serviu de inspiração para o meu governo e para outros, principalmente na continuação da luta pelos direitos humanos, e decidi continuar o que ele havia começado". Um livro descreveu-o de "indiscutivelmente um dos melhores e mais influentes governadores e filantropos da história do Arkansas".
Em 1999, o Log Cabin Democrat nomeou-o uma das dez pessoas mais influentes da história do Condado de Faulkner.

## Monumento de Donaghey
Em 1931, Donaghey, que sentia afinidade tanto no Arkansas quanto na Louisiana, criou um monumento na fronteira estadual da Paróquia de Union/Condado de Union, perto de seu local de nascimento. O monumento em estilo Art déco contém esculturas complexas; inclui referências ao transporte em 1831 e 1931 e menciona o Governador Huey Long, cujo programa educacional Donaghey admirava. O terreno não era registrado nos Escritórios Estaduais de Parques em nenhum estado, as empresas madeireiras cortavam árvores ao redor e a placa foi esquecida.
Em 1975, um funcionário do Departamento de Transportes da Louisiana encontrou o monumento abandonado e informou a então Representante do Estado Louise B. Johnson, de Bernice, sobre sua descoberta. Em um artigo no North Louisiana Historical Association Journal (posteriormente North Louisiana History), Johnson explicou que pediu à Olinkraft Timber Company de West Monroe, Louisiana, que deixasse de cortar árvores na propriedade e ajudasse na restauração do monumento. Apresentou um projeto de lei para ceder a parte da propriedade do estado ao sistema de parques estaduais. O Governador Edwin Washington Edwards assinou o que se tornou a Lei 734 de 1975, e foi realizada uma cerimônia de reinauguração na qual ele e Johnson plantaram uma árvore. Meses depois, de acordo com o Programa de Preservação Histórica do Arkansas, o Arkansas vendeu sua parte do terreno para a Olin Mathieson Chemical Corporation. Desde então, pedaços do monumento foram perdidos ou pintados com spray por vândalos. Os esforços de restauração foram revelados em 2009.
O Monumento foi dedicado em 1933; Donaghey morreu quatro anos depois. Ao mesmo tempo, havia planos para um Parque Estadual de Donaghey, mas nunca foi implementado.